# Сопачов
Сопачов (укр. Сопачів) — село в Варашской городской общине Варашского района Ровненской области Украины. Расположено на реке Стыр.
Население по переписи 2001 года составляло 1005 человек. Почтовый индекс — 34352. Телефонный код — 3634. Код КОАТУУ — 5620889101.